# Brousses-et-Villaret
Brousses-et-Villaret là một xã của Pháp, nằm ở tỉnh Aude trong vùng Occitanie.
Người dân địa phương trong tiếng Pháp gọi là Broularetois và Broularetoises.

## Hành chính
| Danh sách các xã trưởng |           |                           |      |                                        |
| Giai đoạn               | Giai đoạn | Tên                       | Đảng | Tư cách                                |
| 1792                    | 1820      | Jean Polère               |      | Xã trưởng                              |
| 1820                    | 1835      | J-François Joachim Polère |      | Xã trưởng                              |
| 1835                    | 1840      | Jean-Pierre Metge         |      | Xã trưởng                              |
| 1840                    | 1843      | Pierre Durand             |      | Xã trưởng                              |
| 1843                    | 1847      | Jean Ainé Polère          |      | Xã trưởng                              |
| 1847                    | 1866      | Benoit Journet            |      | Xã trưởng                              |
| 1866                    | 1870      | Pierre Metge              |      | Xã trưởng                              |
| 1870                    | 1871      | Paul Bonnelly             |      | Xã trưởng                              |
| 1871                    | 1878      | Pierre Metge              |      | Xã trưởng                              |
| 1878                    | 1881      | Jules Durand              |      | Xã trưởng                              |
| 1881                    | 1896      | Albert Bringuet           |      | Xã trưởng                              |
| 1896                    | 1900      | Edouard Journet           |      | Xã trưởng                              |
| 1900                    | 1904      | Léopold Izard             |      | Xã trưởng                              |
| 1904                    | 1916      | Pierre Marty              |      | Xã trưởng                              |
| 1916                    | 1919      | Pierre Jordy              |      | 1er adjoint remplace le Maire mobilisé |
| 1919                    | 1929      | Pierre Marty              |      | Xã trưởng                              |
| 1929                    | 1932      | Louis Durand              |      | Xã trưởng                              |
| 1932                    | 1965      | Alfred Gasc               |      | Xã trưởng                              |
| 1965                    | 1977      | Joseph Bonnafous          |      | Xã trưởng                              |
| 1977                    | 2008      | Pierre Inard              |      | Xã trưởng démissionnaire               |
| 2008                    |           |                           |      | bầu cử tháng 12 năm 2008               |

}}

## Thông tin nhân khẩu=
Biến động dân số
| 1793 | 1800 | 1806 | 1821 | 1831 | 1836 | 1841 | 1846 | 1851 |
| ---- | ---- | ---- | ---- | ---- | ---- | ---- | ---- | ---- |
| 267  | 316  | 295  | 323  | 316  | 387  | 443  | 470  | 495  |

| 1856 | 1861 | 1866 | 1872 | 1876 | 1881 | 1886 | 1891 | 1896 |
| ---- | ---- | ---- | ---- | ---- | ---- | ---- | ---- | ---- |
| 477  | 504  | 438  | 450  | 455  | 448  | 446  | 393  | 352  |

| 1901 | 1906 | 1911 | 1921 | 1926 | 1931 | 1936 | 1946 | 1954 |
| ---- | ---- | ---- | ---- | ---- | ---- | ---- | ---- | ---- |
| 324  | 330  | 343  | 272  | 280  | 269  | 261  | 266  | 232  |

| 1962                                                                              | 1968 | 1975 | 1982 | 1990 | 1999 | - | - | - |
| --------------------------------------------------------------------------------- | ---- | ---- | ---- | ---- | ---- | - | - | - |
| 190                                                                               | 207  | 227  | 222  | 254  | 307  | - | - | - |
| Nbre retenu à partir de 1962: Dân số không tính trùng - Sources: Cassini et INSEE |      |      |      |      |      |   |   |   |